# میدان (تیراه)
میدان  دره‌ای دورافتاده واقع در ناحیه تیراه در خیبر، پاکستان است.این دره در ارتفاع ۲۳۰۰ متری و نزدیک به سفیدکوه قرار دارد که دره را از ولایت ننگرهار جدا می‌کند. این دره توسط رودی کوچک که به رود بارا می‌ریزد آبیاری می‌شود. علی‌رغم وجود فلات شیبدار، کشاورزی در تیراه به مدد کرت‌بندی (خاک‌کاری) رواج دارد. درختان گردو، توت، زردآلو (میوه) به همراه زیتون وحشی و به صورت کمتر انار و کاج زیبا در این ناحیه وجود دارد اما به صورت کلی درختان زیادی در میدان وجود ندارد.
آفریدی‌ها در تابستان از مناطق پایین‌دست مانند دره بارا به میدان کوچ می‌کنند.